# 馬達加斯加樹蚺
馬達加斯加樹蚺（学名：Sanzinia madagascariensis），又名馬達加斯加螣或桑吉尼亞樹蚺，是馬達加斯加特有的一種無毒蟒蛇。其种加词“madagascariensis”意为“马达加斯加的”。

## 特徵

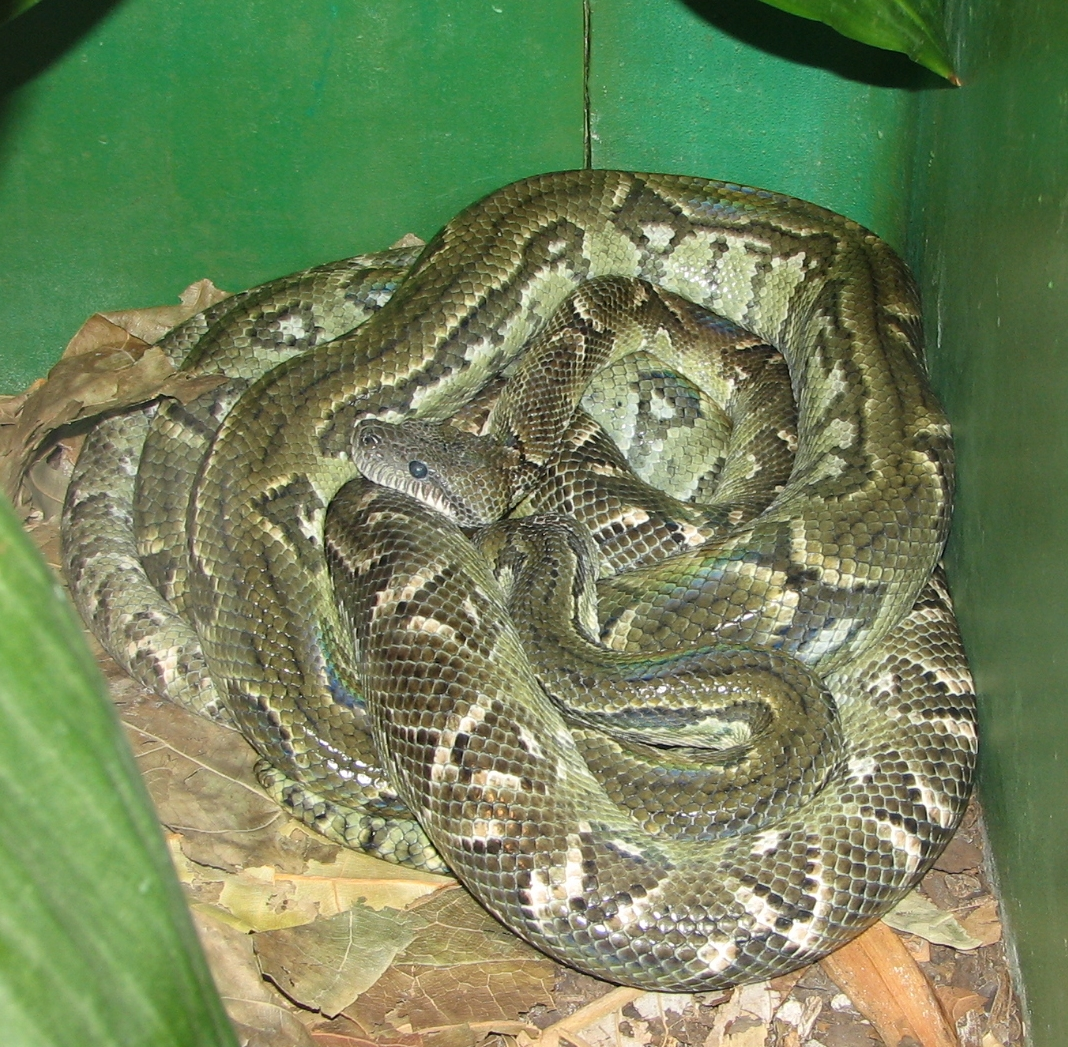
綠色的馬達加斯加樹蚺。

馬達加斯加樹蚺平均長122-152厘米，長達183-213厘米的標本也曾出現。唇鱗片間的凹坑可以感覺溫度。雌蛇比雄蛇為大。
馬達加斯加樹蚺有兩種顏色，或是兩個亞種。一是綠色至灰綠色的，主要分佈在東邊；另一種是黃色的，分佈在西邊。綠色的大小也較黃色的大三分之二。

## 分佈及棲息地
馬達加斯加樹蚺是馬達加斯加的特有種。牠們棲息在近河流、湖泊及沼澤的樹上及叢林。

## 食性
馬達加斯加樹蚺是棲於樹上，及夜間活動的。牠們主要吃蝙蝠及鳥類。牠們唇上的感應溫度器可以幫助搜尋獵物的位置。牠們也會走下地上主動獵食細小的哺乳動物。

## 繁殖
馬達加斯加樹蚺是卵胎生的，雌蛇一次會生出12條幼蛇，每條約長38厘米。
當雌蛇懷孕時，牠們的蛇皮會變得深色，以吸收更多的熱量來幫助幼蛇的成長。幼蛇出生後，蛇皮的顏色會變回正常。初出生的幼蛇是鮮紅色的，用以嚇走掠食者及可以作為一種偽裝。

## 分類
馬達加斯加樹蚺與馬達加斯加地蚺於1991年一同被分類在蚺屬中，造成同名問題。為了解決這個問題，馬達加斯加樹蚺的種小名被更改為manditra。
不過，後來發現馬達加斯加的蛇類與紅尾蚺並非單系群，故將馬達加斯加樹蚺及馬達加斯加地蚺編入蚺屬中可能存在問題。最近學者都紛紛重新使用馬達加斯加樹蚺原有的學名。

## 保育狀況
馬達加斯加樹蚺被世界自然保護聯盟在1996年時列為易危。估計牠們在過往10年或三代就已經減少了最少20%，原因是失去棲息地所致。牠們也受到《瀕危野生動植物種國際貿易公約》附錄一的保護，商業性的國際貿易均被禁止。

## 外部連結
- TIGR Reptile Database上的Sanzinia madagascariensis